# Ачи-Кастелло
Ачи-Кастело (итал. Aci Castello) — город в Италии, расположен в регионе Сицилия, подчинён административному центру Катания.
Население составляет 18 084 человека, плотность населения — 2232 чел./км². Занимает площадь 8 км². Почтовый индекс — 95021. Телефонный код — 00095.
Покровителем города считается святой Мавр. Праздник города ежегодно празднуется 15 января.